# Кетлін Бевер Блекберн
Кетлін Бевер Блекберн (англ. Kathleen Bever Blackburn; 1892 — 1968) — британська вчена-ботанік, у 1923 році відкрила наявність у рослинних клітинах статевих хромосом. Піонерка палінології. З 1918 по 1957 рік вона викладала ботаніку в Коледжі Армстронга, Даремському університеті (пізніше перейменований на Королівський коледж, тепер Ньюкаслський університет) .

## Юні роки
Кетлін Бевер Блекберн народилася в 1892 році. Її батько, Е. П. Блекберн, був видатним священником у Методистській Церкві, а також відомим натуралістом та конхологом-любителем.
Кетлін навчалася у Бедфорд-коледжі Лондонського університету, який закінчила зі ступенем бакалавра (BSc) у 1912 році, ступінь магістра отримала у 1914 році.

## Кар'єра
З 1914 по 1916 рік Блекберн викладала ботаніку в коледжі Саузлендс, Лондон. У 1918 році вона була призначена лектором з ботаніки в коледжі Армстронг, Ньюкасл-апон-Тайн, у 1947 році стала викладачем з цитології. З 1949 року керувала дослідженнями на кафедрі ботаніки, у 1957 році вийшла на пенсію.

### Дослідження
Результатом її досліджень у Ньюкаслі стало багато статей, часто написаних у співавторстві з Дж. Геслоп-Гаррісоном, її керівником відділу в коледжі Армстронга. Першою опублікованою роботою Блекберн у 1917 році було анатомічне дослідження судинної тканини проростків родини жовтецевих Ranunculaceae.
у статтях, опублікованих у 1921, 1924 та 1925 роках Кетлін Блекберн представила результати досліджень хромосом британських троянд, було виявлено, що базальна кількість хромосом у ядрі клітин троянд дорівнює семи, що різні форми троянд насправді були поліплоїдами, що виникли шляхом гібридизації, і що дослідження хромосом було засобом виявлення таксономічних зв'язків. Ці дослідження троянд принесли зробили її відомою у британських наукових колах та закордоном. У 1924 році вона брала участь у зустрічі Британської наукової асоціації в Торонто. У феміністичному журналі The Women's Leader написали: «Ботанічні дослідження — це ще одна сфера, в якій будуть представлені жінки... Сер Фредерік Кібл віддав щиру данину... Блекберн, яка розгадала майже нерозв’язну загадку перехресного запліднення троянди».
Згодом вона вивчала смілки (рід Silene) і встановила, що жіночі та чоловічі квіти цих рослин мають X і Y статеві хромосоми (Blackburn 1923, 1924). Вона була першою, хто правильно ідентифікував Y-хромосому як більшу з двох у Silene latifolia. До цих відкриттів, зроблених нею та іншими, не було усвідомлено, що рослини мають статеві хромосоми. Вона відкрила той факт, що статеві хромосоми X і Y насправді є досить рідкісними в рослинах і зустрічаються лише у меншості дводомних видів (у яких чоловічі та жіночі квітки розташовуються на окремих особинах).
До 1930-х років Блекберн мала великий досвід аналізу пилку, особливо зерен, знайдених у торфі. Це призвело до досліджень теорії повторного заселення нунатаків після зледенінь. У 1940-х роках вона взяла участь у дослідженні ґрунтів і торф'яних боліт. Археологи, які працювали на стіні Адріана та в інших місцях північно-східної Англії, використали її навички реконструкції минулої рослинності за допомогою аналізу пилку та дослідження більших фрагментів рослин.
Вона також була активним польовим ботаніком та членом ряду природничо-історичних товариств: Товариства природознавства Нортумбрії, Північної спілки натуралістів, Філософського товариства Даремського університету. У 1930-х роках Блекберн проводила польові роботи у експедиціях на Гебридських островах. 

## Особисте життя
Блекберн одна з перших почала їздити на мотоциклі, а згодом, що було незвичним для того часу, керувала власним автомобілем. Вона їздила в ботанічні експедиції на ізольовані Гебридські острови. Вона ніколи не виходила заміж і мешкала зі своєю сестрою Дороті.
Вона була членом драматичного товариства співробітників коледжу Армстронга та грала ролі в різних п'єсах. Кетлін Бевер виступала з доповідями поза межами університету, наприклад у Сандерленді та Гексемі, писала популярні статті на ботанічні теми.

## Вихід на пенсію і смерть
У 1957 році Блекберн вийшла на пенсію, померла у серпні 1968 року від хвороби Паркінсона, яка почалася ще до того, як вона вийшла на пенсію.

## Почесті та нагороди
У 1927 році Блекберн була обрана членом Лондонського Ліннеївського товариства. У 1930 році вона отримала нагороду Trail-Crisp Award та золоту медаль «за видатний внесок у біологічну мікроскопію».

## Окремі публікації
- Blackburn, K. B.; Heslop-Harrison, J. W. (1921). The Status of the British Rose Forms as determined by their Cytological Behaviour. Annals of Botany. 35 (138): 159—188. doi:10.1093/oxfordjournals.aob.a089753.
- Blackburn, K. B. (1923). Sex chromosomes in plants. Nature. 112 (2819): 687—688. Bibcode:1923Natur.112..687B. doi:10.1038/112687c0. S2CID 4085828.
- Blackburn, K. B.; Heslop-Harrison, J. W. (1924). A Preliminary Account of the Chromosomes and Chromosome Behaviour in the Salicaceae. Annals of Botany. 38 (150): 361—378. doi:10.1093/oxfordjournals.aob.a089900.
- Blackburn, K. B.; Heslop-Harrison, J. W. (1924). Genetical and Cytological Studies in Hybrid Roses; Part I: The Origin of a Fertile Hexaploid Form in the Pimpinellifoliae – Villosae crosses. British Journal of Experimental Biology. 1: 557—570. doi:10.1242/jeb.1.4.557.
- Blackburn, K. B. (1924). The Cytological Aspects of the Determination of Sex in the Dioecious Forms of Lychnis. British Journal of Experimental Botany. 1: 413—430.
- Blackburn, K. B.; Raistrick, A. (1931). The Late Glacial and Post-glacial Periods in the North Pennines; Part II: Possible Post-glacial Survivals in our Flora. Transactions of the Northern Naturalists Union. 1: 30—36.
- Blackburn, K. B. (1946). On a Peat from the Island of Barra, Outer Hebrides: Data for the Study of Post-glacial History. X. New Phytologist. 45 (1): 44—49. doi:10.1111/j.1469-8137.1946.tb05045.x.
- Blackburn, K. B. (1952). The Dating of a Deposit Containing an Elk Skeleton Found at Neasham Near Darlington, County Durham. New Phytologist. 51 (3): 364—377. doi:10.1111/j.1469-8137.1952.tb06145.x.